# ARB H 1/2
Bei den fünf Zahnraddampflokomotiven, die 1875 von der Arth-Rigi-Bahn (ARB) gekauft wurden, handelte es sich um reine Zahnradlokomotiven mit der Bezeichnung H 1/2, welche als Tenderlokomotive aufgebaut waren. 1899 wurde noch eine Maschine nachbeschafft. Vor 1902 waren die Maschinen mit H I bezeichnet.

## Kaufentscheidung
Infolge der Gemeinschaftsstrecke mit der VRB musste die Bahn in Normalspur erbaut werden. Zuerst war vorgesehen, wie bei der Konkurrenzbahn eine Lokomotive mit stehendem Kessel anzuschaffen. Da aber 1874 für die Kahlenbergbahn eine Lokomotive mit liegendem Kessel gebaut wurde und sich diese bewährte, fiel der Entschluss, die Lokomotive mit liegendem Kessel zu bestellen.
Die Kaufkosten für die Lokomotiven 1–5 betrug zwischen 49'500 und 50'533 Schweizer Franken und wurden von der Werkstätte der Internationalen Gesellschaft für Bergbahnen in Aarau geliefert, welche unter der Leitung von Niklaus Riggenbach standen. Für die Nummer 6 werden 37'000 Franken angegeben, sie wurde von der Schweizerischen Lokomotivfabrik in Winterthur geliefert.

## Technisches
Die Maschinen besassen einen Innenrahmen, der auf den beiden Laufachsen ruhte. Dabei war die vordere Laufachse ungefedert, bei der hinteren Achse mit Bremszahnrad befanden sich die Federn über dem Achslager. Zwischen den beiden Laufachsen befand sich in der Nähe des Schwerpunktes das Triebzahnrad, welches einen Durchmesser von 1050 mm hatte und mit 33 Zähnen mit einer Teilung von 100 mm versehen war.
Die Zwillings-Antriebsmaschine war ausserhalb und parallel zum geneigten Rahmen angebracht und wirkte auf die Vorgelegewelle. Diese Welle trug beidseitig gerillte Bremsscheiben, die gleichzeitig als Kurbelscheiben mit den Gegengewichten dienten. Darauf waren die Gegenkurbeln für die Steuerung angebracht. Vom Ritzel der Vorgelegewelle wurde das Drehmoment mit einem Untersetzungsverhältnis von 2,4:1 auf das Triebzahnrad übertragen, so dass bei der Fahrgeschwindigkeit von 9 km/h pro Minute 109 Kurbelwellenumdrehungen stattfanden und das Hauptzahnrad dabei nur 45 Umdrehungen machte.
Der Kessel war um 10 % nach vorne geneigt, er besass 133 (1312,3) Siederohre mit einer Länge von 2'350 mm (2'342 mm2,3). Auf dem Dampfdom befand sich ein Federwaagen-Sicherheitsventil. In ihm befand sich der Drehventilregulator, welcher durch eine in einem Verbindungsrohr liegenden Stange durch ein Griffrad mit dreigängiger Spindel betätigt wurde. Der Dampf wurde dann durch die aussenliegenden Dampfrohre zu den beiden Zylindern geführt. Bei der Steuerung handelt es sich um eine Stephenson-Steuerung mit obenliegender Steuerwelle und waagerechter Schraubenumsteuerung. Die Gegendruckbremse besass einen Wasserabscheider und einen Schalldämpfer.
Der Führerstand hatte ein langes Dach, welches über den dahinterliegenden Kohlekasten reichte. Die beiden Wasserkästen waren seitlich der Feuerbüchse angebracht. Die Kesselspeisung erfolgte über zwei Injektoren. Die Maschinen 1–5 konnten in der Ursprungsausführung 1,7 m³ Wasser und 0,5 t Kohle mitführen. Bei der umgebauten Nummer 4 wurde der Wasservorrat auf 2,2 m³ und bei der Nummer 6 auf 2,3 m³ erhöht.
Als normale Talfahrtbremse wurde immer die Riggenbach’sche Gegendruckbremse eingesetzt. Die Rillenbandbremse auf der Vorgelegewelle sowie die doppelte Rillenscheiben-Spindelbremse für das Bremszahnrad wurden nur als Reservebremse benutzt. Die Maschine konnte durch die zwischen 1890 und 1896 eingebaute automatische Dampfbremse, welche beim Überschreiten der Höchstgeschwindigkeit durch einen Zentrifugalregulator ansprach, selbständig zum Stillstand gebracht werden.
| ARB- Nummer | Hersteller | Fabrik- nummer | Baujahr | Umbau   | Ausser Dienst | Bemerkungen            |
| ----------- | ---------- | -------------- | ------- | ------- | ------------- | ---------------------- |
| 1           | Aarau      | 1              | 1875    | 1898    | 1905          |                        |
| 2           | Aarau      | 2              | 1875    | 1901    | 1908 (1917)   | ab 1908 VRB 14 Verkauf |
| 3           | Aarau      | 3              | 1875    | 1899    | 1923          |                        |
| 4           | Aarau      | 4              | 1875    | 1886/93 | 1909          |                        |
| 5           | Aarau      | 5              | 1875    | 1899    | 1910          |                        |
| 6           | SLM        | 1209           | 1899    | –       | 1945          |                        |

## Betriebliches
Die Dampflokomotiven wurden für den Betrieb der Zahnradstrecke von Goldau auf die Rigi eingesetzt. Von 1875 bis 1881 war bei den Personenwagen der Durchlauf von Arth auf die Rigi normal, dabei fand in Goldau ein Lokwechsel statt. Nach dem Bau des Bahnhofes Arth-Goldau durch die Gotthardbahn musste dort umgestiegen werden.
Zwar wurde am 20. Mai 1907 die Bahn elektrifiziert, doch die zur Betriebseröffnung gelieferten Triebwagen CFeh 2/4 3 bis 5 reichten an Grossverkehrstagen nicht. Bis zur Inbetriebnahme neuer und stärkerer Triebwagen in den Jahren 1911 und 1925 konnte deshalb an Spitzentagen auf die Mithilfe der Dampflokomotiven nicht verzichtet werden.

## Verbleib
Die Nummer 2 wurde 1908 zusammen mit dem Personenwagen Nummer 5 an die VRB verkauft und erhielt bei dieser die Nummer 14. Von der VRB gelangte sie 1917 zu der Schwabenbergbahn bei Budapest, wo sie um 1930 verschrottet wurde.
Die Nummer 3 war von 1915 bis zu ihrer Ausrangierung 1920 remisiert.
Die Nummer 4 konnte 1907 an die Baufirma Müller, Zeerlender & Gobat vermietet werden.
Die Nummer 6 wurde bis 1945 als Reservemaschine betriebsbereit gehalten und zur Schneeräumung und bei vorauszusehendem Grossandrang eingesetzt. Zwischen 1916 und 1919 sowie ab 1941 war sie remisiert. Sie wurde 1945 für 3'886 Schweizer Franken als Altmetall verkauft und verschrottet.
Alle 6 Maschinen wurden letztlich verschrottet.

## Unfall der H 1/2 4 und Umbau
Am 20. Oktober 1885 erlitt die Maschine Nummer 4 bei der Talfahrt einen Triebachsbruch, weshalb sie unterhalb der Station Kräbel entgleiste. Bei diesem Unfall wurde der Lokomotivführer getötet. Bei der notwendigen Reparatur wurde die Lokomotive von der SLM für einen gemischten Betrieb umgebaut, um für die E 3/3 der Talbahn eine Reservemaschine zu haben. Dies geschah durch Einbau einer Triebstange zwischen der Kurbelwelle und der hinteren Laufachse.
Durch den Umbau erhöhte sich das Gesamtgewicht auf 19,5 t, welches im Adhäsionsbetrieb zur Hälfte ausgenutzt werden konnte.

## Bilder

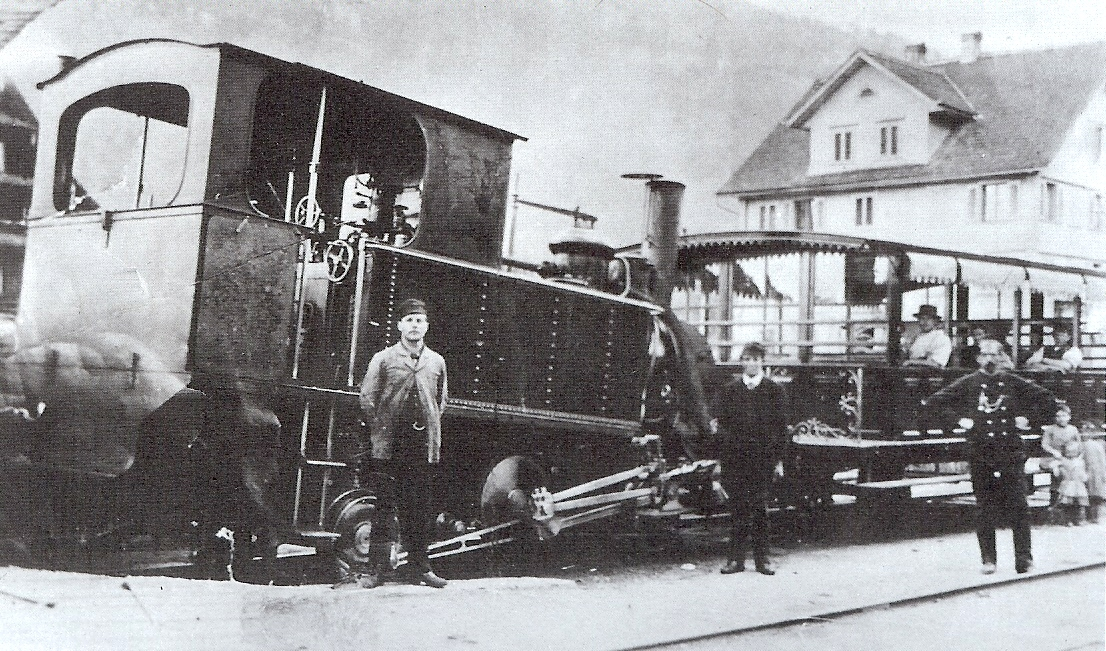
Die umgebaute Nummer 4
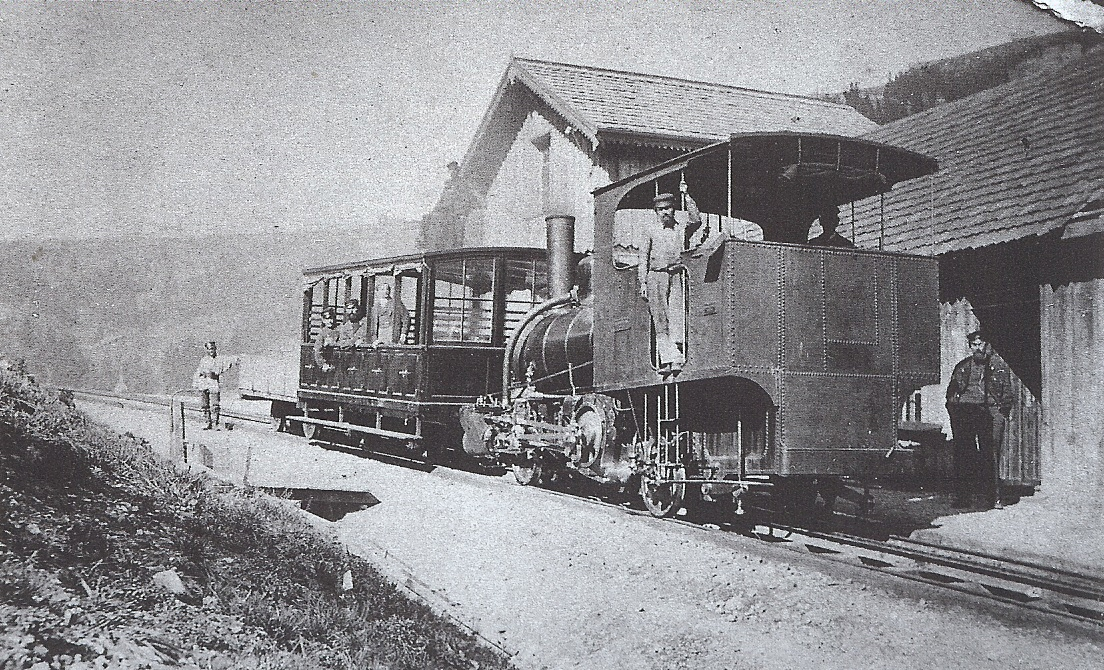
Ein gemischter Zug in der Station Klösterli
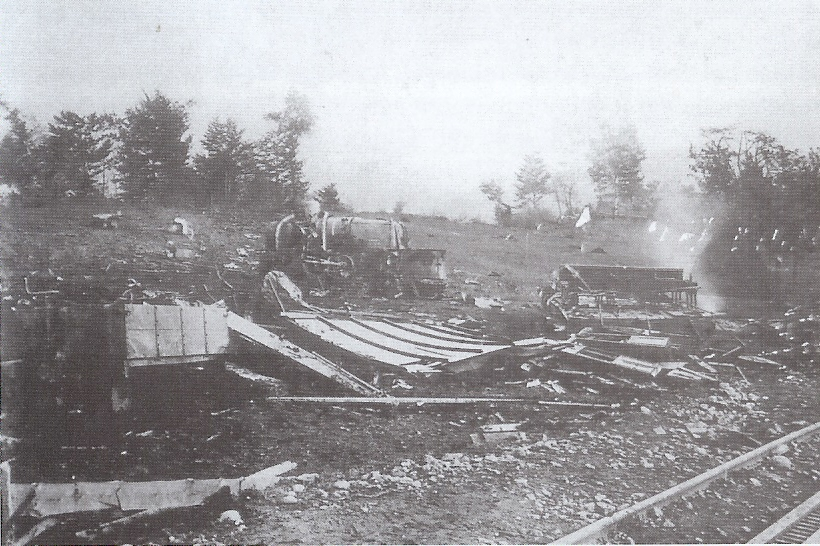
Foto vom Unfall am 20. Oktober 1885
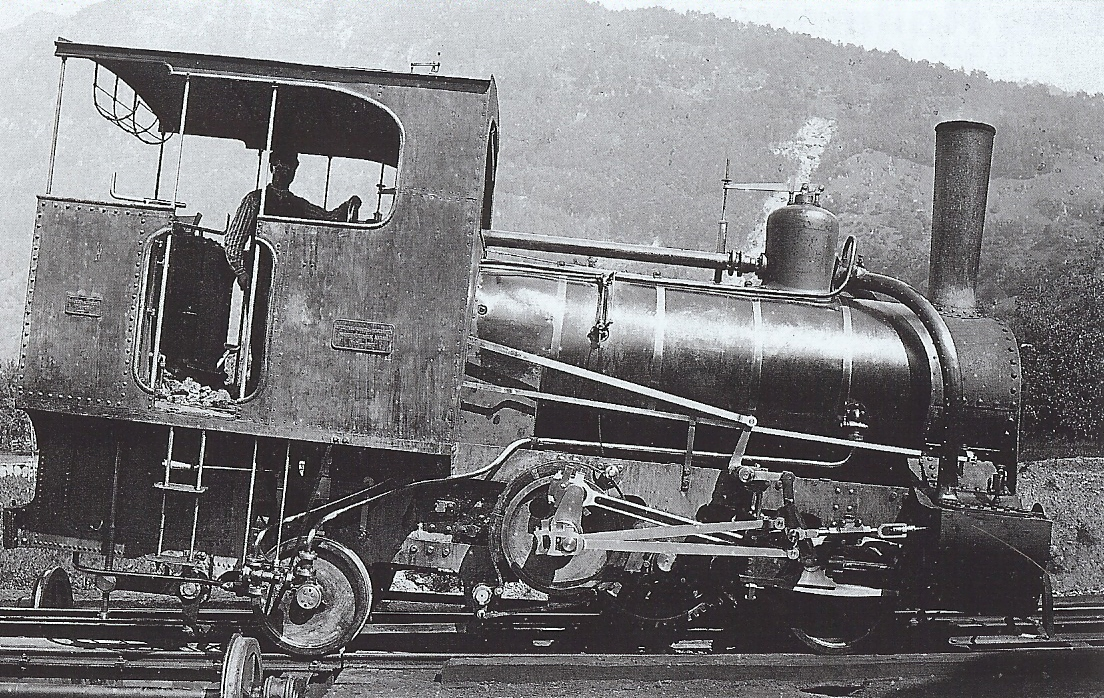
Typenfoto